# Wulff-Konstruktion
Die Wulff-Konstruktion (nach George V. Wulff) ist die Methode zur Bestimmung der Form eines Kristalls im thermodynamischen Gleichgewicht. Die so bestimmte Form minimiert die freie Energie der Oberfläche bei festem Volumen.

## Die Konstruktion

Wulff-Konstruktion: Bestimmung der Gleichgewichtsform eines Kristalls (blau) aus der richtungsabhängigen Oberflächenenergie (rot).

Für die Wulff-Konstruktion benötigt man für jede mögliche Orientierung der Oberfläche die Oberflächenenergie {\displaystyle \gamma }, genauer gesagt, die freie Energie je Flächeneinheit. Jede Orientierung der Oberfläche wird durch die darauf senkrechte Richtung definiert. Man trägt nun die Oberflächenenergie als Funktion der Richtung auf; dies ist in der Abbildung die rote Kurve. Beispielsweise gibt die Länge des roten Pfeils die freie Oberflächenenergie für eine Fläche senkrecht zur Pfeilrichtung an.
Man konstruiert nun für jede (dunkelrote) Richtungslinie eine Senkrechte 't' durch denjenigen Punkt, an dem sie die Kurve der Oberflächenenergie schneidet; einige solche Senkrechten sind im Bild dunkelblau eingezeichnet. Aus den innersten Senkrechten ergibt sich die Kristallform als dicke blaue Linie im Bild. Die dunkelblauen Linien 't' sind also Tangenten an die Kristallform.
Im Gegensatz zur zweidimensionalen Abbildung müssen für die dreidimensionale Form eines Kristalls Ebenen an Stelle der blauen Linien 't' konstruiert werden; die Kristallform ergibt sich hier aus den innersten so konstruierten (Tangential-)Ebenen.
Diese Konstruktion lässt sich mathematisch als Legendre-Transformation zwischen der richtungsabhängigen freien Energie der Oberfläche und der Kristallform verstehen.

## Anwendung auf Kristalle
Bei Kristallen haben oft bestimmte Richtungen eine besonders niedrige Oberflächenenergie, wie z. B. im Bild die Oberflächen senkrecht zu den schwarzen Linien. In diesem Fall treten große ebene Flächen auf. Oft besteht die aus den Oberflächenenergien konstruierte Wulff-Form bei niedriger Temperatur großteils aus solchen Flächen; viele andere Richtungen der Oberfläche treten gar nicht auf, d. h. die dazugehörigen Ebenen bzw. Linien t liegen in der Wulff-Konstruktion überall außerhalb der Kristallform.
Bei höheren Temperaturen treten aber auch viele andere Kristallrichtungen auf, die zwar eine ungünstig hohe Oberflächenenergie haben, aber wegen ihrer höheren Entropie eine nicht so hohe freie Energie. Daher hat die Gleichgewichtsform bei hohen Temperaturen abgerundete Kanten und Ecken (wie im Bild oben).
In der Praxis erreichen Kristalle nur dann die Gleichgewichtsform (gemäß der Wulff-Konstruktion), wenn die Atome ausreichend schnell über die Oberfläche diffundieren können, um jeweils den Bindungsplatz mit der günstigsten (d. h. niedrigsten) freien Energie zu erreichen. Das ist für viele Metalle bei kleinen Kristallen und hohen Temperaturen möglich, beispielsweise für Metall-Cluster, wie sie in Katalysatoren verwendet werden. Hingegen wird die Form der Kristalle bei den meisten Mineralien durch die Wachstumsgeschwindigkeit der unterschiedlichen Kristallflächen und nicht durch die Wulff-Konstruktion bestimmt.